# Калиновка (Луцкий район)
Калиновка (укр. Калинівка) — село в Колковской поселковой общине Луцкого района Волынской области Украины.
До 2020 года входило в Маневичский район.
Код КОАТУУ — 0723685902. Население по переписи 2001 года составляет 174 человека. Почтовый индекс — 44682. Телефонный код — 3376. Занимает площадь 8,1 км².